# Ієратичне письмо
Ієратичне письмо (від грец. γράμματα ἱερατικά — письмо жерців) — система письма, що використовувалася в Стародавньому Єгипті паралельно з ієрогліфічним письмом, особливо для світських документів адміністративного, торгового, правового характеру. Здебільшого ієратичним письмом писали чорнилом на папірусі, використовуючи очеретяну паличку. Ієратичне письмо простіше, ніж ієрогліфічне, що дозволяло писарям швидко робити потрібні записи.
Вперше термін «ієратичне письмо» вжив святий Климент Александрійський у 2 ст. На той час ієратичне письмо вже понад тисячу років як вийшло із побутового вжитку й використовувалося тільки для запису релігійних текстів.

## Історія

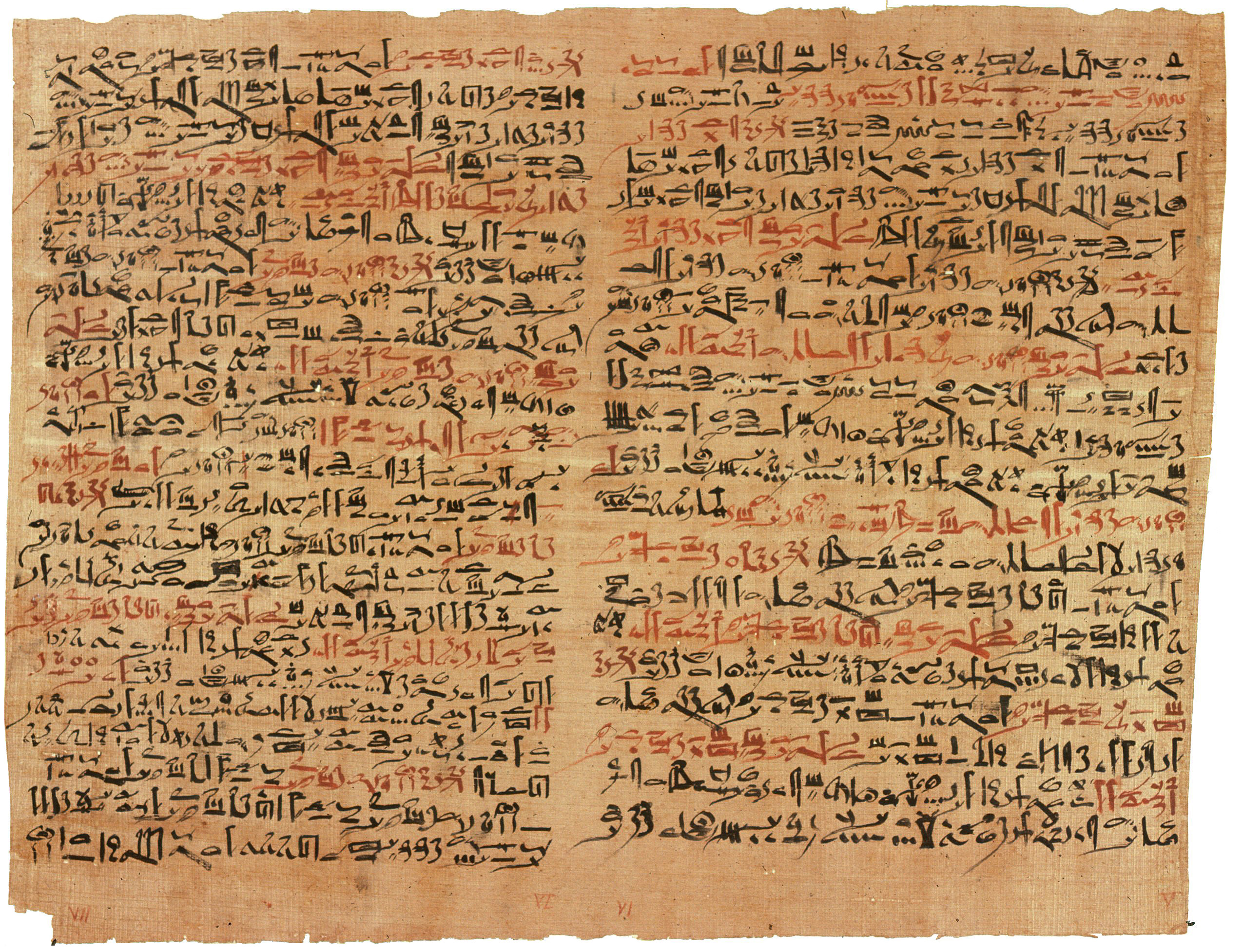
Найстаріший хірургічний документ, записаний ієратичним письмом

Ієратичне письмо вперше зустрічається в надписах протодинастичного періоду (нульової династії), тоді як монументальне ієрогліфічне письмо, вирізьблене на камені, з'явилося тільки в період 1-ї династії. Обидві системи письма розвивалися паралельно. Ієратичне письмо було витіснене демотичним в записах світського характеру, починаючи з 6 століття до Р. Х., але все ще вживалося жерцями для релігійних записів аж до 3 ст.
Впродовж багатьох століть ієратичне письмо було основним письмом щоденного вжитку в Стародавньому Єгипті. Найпевніше, саме його навчали в першу чергу, тоді як знання ієрогліфів вимагало додаткового навчання й було обмежене невеликою частиною письменних єгиптян.

## Характерні риси
Починаючи з 12-ї династії, ієратичні записи завжди йдуть горизонтальними рядками з правого на лівий бік. Ієратичне письмо курсивне, тобто пристосоване для записів від руки, для нього властива велика кількість лігатур. Для ієратичного письма характерна стандартизована в порівнянні з декоративною ієрогліфікою орфографія.
Впродовж усього часу побутового використання розрізняються дві форми ієратичного письма: неформальна, ділова форма адміністративних документів, листів тощо, і строгіша форма літературних, наукових та релігійних текстів. Для першої, щоденної, форми характерна велика кількість скорочень.
У районі Фів у період з 20-ї по 26-ту династію існувала форма «анормальної ієратики», яку врешті-решт витіснило демотичне письмо Нижнього Єгипту.